# Cucullia nigrescens
Cucullia nigrescens là một loài bướm đêm trong họ Noctuidae.